# إلتون ارابيا
إلتون خوسيه كزافييه جوميز (مواليد 7 أبريل 1986)، المعروف باسم إلتون أرابيا أو إلتون فقط، هو لاعب كرة قدم برازيلي محترف يلعب كلاعب خط وسط مهاجم.

## المسيرة الرياضية

### ستيوا بوخارست
اشترى نادي ستيوا بوخارست الروماني اللاعب إلتون أرابيا عمدما كان يبلغ من العمر 21 عامًا. وعلى الرغم من أن وقته مع الفريق كان قصيرًا، إلا أن تأثيره كان فوريًا. سجل في أول مباراة له ضد نادي أرجيش بيتيشتي واستمر في تقديم أداء مثير للإعجاب في المباريات اللاحقة. في استطلاع رأي عام 2009، صوت مشجعو ستيوا بوخارست له في أفضل تشكيلة للفريق على مدار السنوات العشر الماضية. أعرب الرئيس التنفيذي لستيوا بوخارست ميهاي ستويكا باستمرار عن إعجابه بتقنية أرابيا المذهلة ومهاراته في المراوغة.

## النصر
في عام 2007 انتقل إلى نادي النصر السعودي حيث سجل العديد من الأهداف وصنع العديد من الأهداف. وكان محبوبًا من قبل جماهير النصر الذين وجدوه فريدًا بسبب سرعته ومراوغته. أكثر ما يميزه والذي قلده جميع المشجعين بارتداء الشعر المستعار هو شعره الأفريقي الطويل.

## روابط خارجية
- إلتون خوزيه على موقع قاعدة بيانات كرة القدم.إي يو (الإنجليزية)
- إلتون خوزيه على موقع Soccerway.com (الإنجليزية)